# Duncansby Head

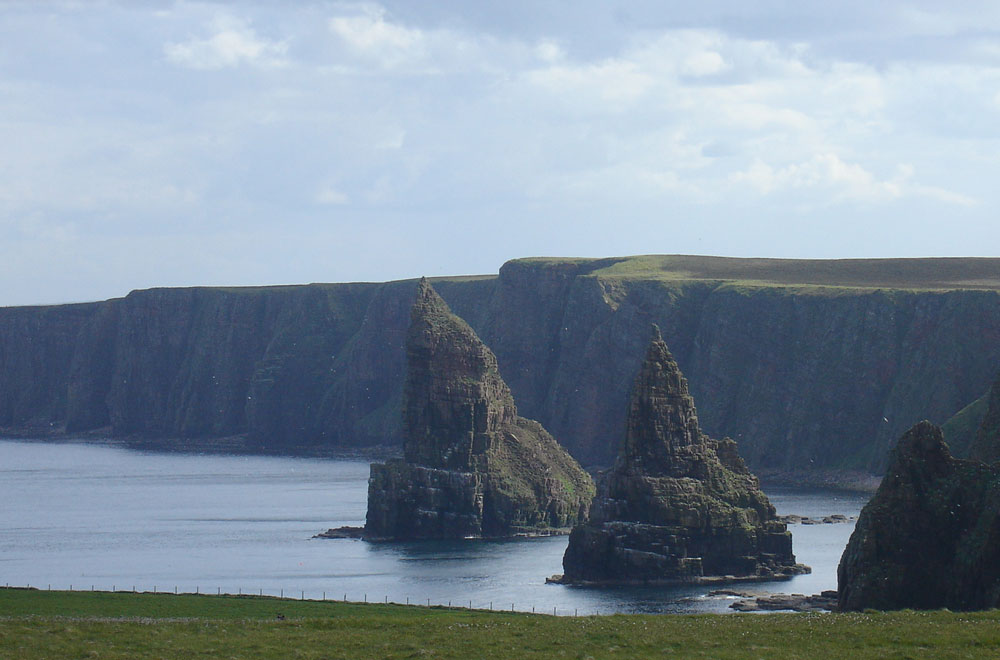
Duncansby Head

Duncansby Head (gael. Rubha Duncansby, pol. Przylądek Duncansby) – przylądek w Wielkiej Brytanii, u wybrzeży północnej Szkocji. Jeden z najbardziej na północ wysuniętych fragmentów głównego lądu Szkocji i Wielkiej Brytanii. Od zachodu oblewają go wody cieśniny Pentland  Firth, a od południa zatoki Moray Firth. W 1924 roku w miejscu tym wzniesiono latarnię morską.